# اوا مندس
اوا مندس (انگلیسی: Eva Mendes؛ زادهٔ ۵ مارس ۱۹۷۴) مدل و بازیگر آمریکایی  است. او بازیگری را در اواخر دهه ۱۹۹۰ آغاز کرد و در فیلم‌هایی همچون روزی روزگاری در مکزیک، هیچ، گوست رایدر، زخم‌های کهنه ، اون‌یکی‌ها، ستوان بد: بندر نیواورلئان، روح و دختر در حال پیشرفت، برادر من خوک، داستان وندل بیکر، خارج از زمان، شب مال ماست، وابسته به تو بازی کرده‌است.

## اوایل زندگی
اوا مندس در ۵ مارس ۱۹۷۴ در میامی، فلوریدا، از پدر و مادری کوبایی، اوا پرز سوارز و خوان کارلوس مندز زاده شد. پس‌ از طلاق پدر و مادرش، او توسط مادرش در محله سیلور لیک لس آنجلس بزرگ شد. مادرش در تئاتر چینی مان و بعداً برای یک شرکت هوافضا کار می‌کرد و پدرش یک تجارت توزیع گوشت را اداره می‌کرد. مندس یک برادر بزرگتر به نام خوان کارلوس مندز جونیور (۲۰۱۶–۱۹۶۳) داشت که بر اثر سرطان گلو درگذشت. او همچنین یک خواهر بزرگتر به نام جانت و یک برادر ناتنی کوچکتر به نام کارلوس آلبرتو مندز دارد. او در دبیرستان هوور در گلندیل تحصیل کرد، و بعداً در دانشگاه ایالتی کالیفرنیا در نورتریج به تحصیل در رشته بازاریابی پرداخت، اما دانشگاه را ترک کرد و زیر نظر ایوانا چوبوک بازیگری را دنبال کرد.

## زندگی شخصی
اِوا در صحنه فیلمبرداری فیلم مکانی آن سوی کاج‌ها با رایان گاسلینگ آشنا شد و از سال ۲۰۱۱ با یکدیگر رابطه دارند و دارای دو فرزند دختر هستند.

## فیلم‌شناسی

### فیلم
| سال  | عنوان                                 | نقش           | یادداشت      |
| ---- | ------------------------------------- | ------------- | ------------ |
| ۱۹۹۸ | کودکان ذرت ۵: زمین‌های وحشت            |               |              |
| ۱۹۹۸ | شبی در راکسبری                        |               |              |
| ۱۹۹۸ | بخش فوریت‌های پزشکی (مجموعه تلویزیونی) |               |              |
| ۱۹۹۸ | مورتال کمبت: فتح                      |               |              |
| ۱۹۹۹ | برادر من خوک                          |               |              |
| ۲۰۰۱ | زخم‌های کهنه                           |               |              |
| ۲۰۰۱ | روز تعلیم                             |               |              |
| ۲۰۰۳ | سریع و خشمگین ۲                       | مونیکا فوئنتس |              |
| ۲۰۰۳ | روزی روزگاری در مکزیک                 |               |              |
| ۲۰۰۳ | خارج از زمان                          |               |              |
| ۲۰۰۳ | وابسته به تو                          |               |              |
| ۲۰۰۵ | هیچ                                   |               |              |
| ۲۰۰۵ | داستان وندل بیکر                      |               |              |
| ۲۰۰۵ | به مرد اعتماد کن                      |               |              |
| ۲۰۰۷ | روح‌سوار                               |               |              |
| ۲۰۰۷ | باردار                                |               |              |
| ۲۰۰۷ | شب مال ماست                           |               |              |
| ۲۰۰۷ | نظافتچی                               |               |              |
| ۲۰۰۸ | زنان                                  |               |              |
| ۲۰۰۸ | روح                                   |               |              |
| ۲۰۰۹ | ستوان بد: بندر نیواورلئان             |               |              |
| ۲۰۱۰ | اون‌یکی‌ها                              |               |              |
| ۲۰۱۰ | دیشب                                  |               |              |
| ۲۰۱۱ | سریع و خشمگین ۵                       |               |              |
| ۲۰۱۱ | قلب‌های تقصیرکار                       |               |              |
| ۲۰۱۲ | هولی موتورز                           |               |              |
| ۲۰۱۲ | دختر در حال پیشرفت                    |               |              |
| ۲۰۱۲ | مکانی آن سوی کاج‌ها                    |               |              |
| ۲۰۱۴ | رودخانه گمشده                         |               |              |
| ۲۰۲۳ | فست اکس                               | مونیکا فوئنتس | تصاویر آرشیو |